# Soumoulou
Soumoulou is een gemeente in het Franse departement Pyrénées-Atlantiques (regio Nouvelle-Aquitaine). De plaats maakt deel uit van het arrondissement Pau. Soumoulou telde op 1 januari 2022 1.587 inwoners.

## Geografie
De oppervlakte van Soumoulou bedroeg op 1 januari 2022 2,79 vierkante kilometer; de bevolkingsdichtheid was toen 568,8 inwoners per km².

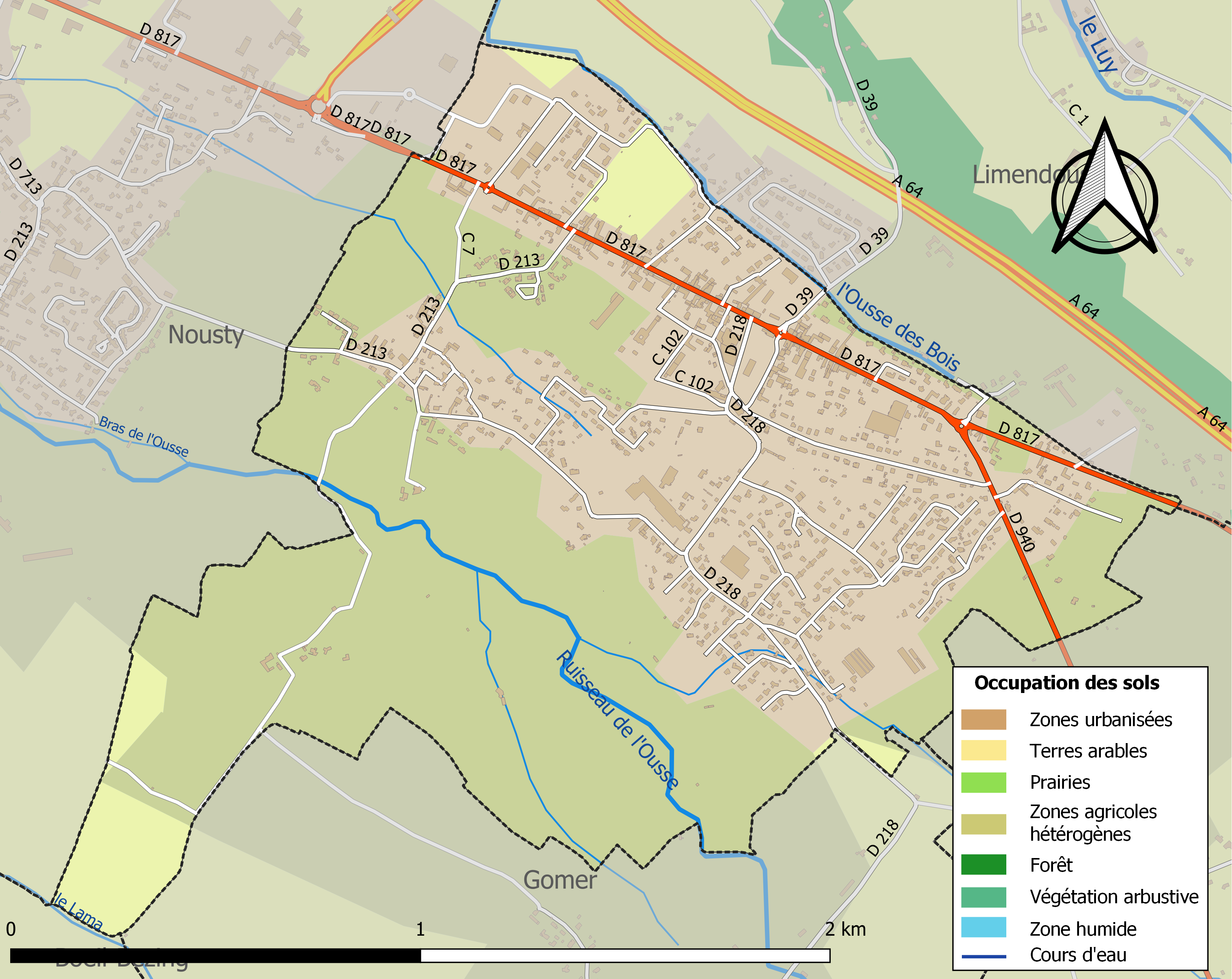
Kaart van de gemeente met de belangrijkste infrastructuur, bodemgebruik en omliggende gemeenten

## Demografie
Onderstaande figuur toont het verloop van het inwonertal (bron: INSEE-tellingen).